# اگور فیلیپنکو
اگور فیلیپنکو (بلاروسی: Ягор Усеваладавіч Філіпенка؛ زادهٔ ۱۰ آوریل ۱۹۸۸) بازیکن فوتبال اهل بلاروس است.
از باشگاه‌هایی که در آن بازی کرده‌است می‌توان به باشگاه فوتبال اسپارتاک مسکو، باشگاه فوتبال مکابی تل آویو، باشگاه فوتبال باته بوریسف، باشگاه فوتبال شاختیور سالیهورسک، و باشگاه فوتبال مالاگا اشاره کرد.
وی همچنین در تیم‌های ملی فوتبال Belarus national under-17 football team, Belarus national under-19 football team، زیر ۲۱ سال بلاروس، و بلاروس بازی کرده‌است.